# Гавайская лысуха
Гавайская лысуха (лат. Fulica alai) — небольшая водоплавающая птица семейства пастушковых. Эндемик Гавайских островов.

## Внешний вид
Внешне очень напоминает обыкновенную и американскую лысух, иногда рассматривается, как подвид последней.

## Места обитания
Населяет озёра, как пресные, так и солоноватые, болота и водохранилища.

## Численность
Редкий вид, общая численность половозрелых особей составляет 1300—2700. Угрозу представляет интродукция хищников и деятельность человека.